# Martin (Georgia)
Martin è un comune degli Stati Uniti d'America, situato nello Stato della Georgia, nella contea di Stephens e in parte nella contea di Franklin.

## Origini del nome
La città è dedicata al politico John Martin, 16º governatore della Georgia.